# Ioan Vlădea
Ioan Vlădea (n. 24 octombrie 1907, Râșnov, d. 24 noiembrie 1976, Timișoara) a fost un inginer român de la IAR Brașov, care a pus la punct compresorul motorului avionului IAR 80. După al Doilea Război Mondial a funcționat ca profesor universitar la Universitatea Politehnica Timișoara.
Este considerat întemeietorul școlii timișorene de termotehnică.

## Copilăria și studii
S-a născut în Râșnov, ca singurul fiu dintre cei cinci copii ai lui Ioan și Elena Vlădea, o familie de țărani săraci.
Între anii 1913 - 1918, cu o întrerupere între 1916 - 1917, din cauza Primului Război Mondial, urmează școala primară din localitatea natală. Cu toate dificultățile materiale, părinții îl înscriu la Liceul „Andrei Șaguna” din Brașov, pe care îl va urma între 15 septembrie 1918 și 30 iulie 1926 și unde își susține bacalaureatul. Imediat după terminarea liceului se înscrie la Facultatea de Electromecanică a Școalei Politehnice din Timișoara, pe care o va absolvi în 1931. Ca profesori i-a avut pe Victor Vâlcovici, Valeriu Alaci, Plautius Andronescu, Pompiliu Nicolau, Victor Vlad și Marin Bănărescu. În 23 februarie 1931 și-a susținut lucrarea de diplomă cu titlul Alimentarea cu energie electrică a orașului Brașov, elaborată sub conducerea lui Dimitrie Leonida.
După satisfacerea serviciului militar, la recomandarea politehnicii din Timișoara, care-l dorea drept cadru didactic, la 1 martie 1932 primește o bursă
pentru specializarea în aerodinamică la Școala Tehnică Superioară din Aachen,
unde în 21 iulie 1933
își susține sub conducerea prof. dr. Hermann Starke (1874-1960) teza de doctorat cu titlul Über den Einfluss des Rumpfes (Gondeln) auf einige aerodynamische Eigenschaften des Flügels (română Despre influența fuselajului (gondolelor de motoare) asupra unor proprietăți aerodinamice ale aripii),
teză care a fost publicată atât la Sibiu în 1934 de autor, cât și în „Bulletin Scientifique de l'École Politehnique de Timișoara” (1938).

## La IAR Brașov

Motor IAR-14K IVc32 1000A, al cărui compresor a fost pus la punct de I. Vlădea.

La întoarcerea în țară, începând cu 15 octombrie 1933 a fost angajat la Industria Aeronautică Română Brașov, unde a activat până în 10 decembrie 1944. Doi ani, până în 31 august 1935 lucrează ca proiectant de celule de avion, sub conducerea lui Elie Carafoli. Tot în această perioadă proiectează mai multe tipuri de elice. Alți doi ani, până în 15 septembrie 1937 lucrează ca proiectant la fabrica de motoare de avion, punând la punct compresoarele de supraalimentare cu acțiune mecanică ale motoarelor de avion fabricate acolo.
Apoi, până în 31 ianuarie 1938 este șef de secție la încercarea prototipurilor și a compresoarelor. În continuare, până la sfârșit îndeplinește funcțiile de inginer șef al Serviciului de încercare a motoarelor, inginer șef al Serviciului de fabricație al motoarelor și director adjunct al Fabricii de reparat motoare de avion. După încheierea activității la IAR, între anii 1945 - 1948 a funcționat ca șef al Secției de reparat vagoane la fabrica „D. Voina” din Brașov.

## Cariera didactică
În octombrie 1945 Marin Bănărescu îl invită să țină la politehnica din Timișoara cursul de „Motoare Ușoare” (motoare de avion). În martie 1946 susține examenul de șef de lucrări la disciplina „Mașini termice”, fiind titularizat în august. Face naveta Brașov–Timișoara. La 8 decembrie 1948 este numit profesor și șef al Catedrei de Termotehnică nou înființate prin divizarea catedrei de Termotehnică și Mașini Termice, al cărei șef era Marin Bănărescu, calitate pe care o va deține până la pensionare, în 30 septembrie 1973.
La 26 octombrie 1954 este atestat profesor la disciplina „Termotehnică”. Prin Diploma nr. 122/10 din decembrie 1954 primește titlul de „doctor docent în științe tehnice” și dreptul de a conduce doctorate, calitate în care conduce doctoratele colaboratorilor săi, care vor deveni cadre didactice alte Catedrei de Termotehnică, reușind sa creeze o adevărată școală de cercetare în domeniul amintit: Helmut Theil (1958), Nicolae Boboescu (1959), Corneliu Ungureanu (1961), Virgil Barbu (1961), Zeno Ardelean (1963), Dumitru Oancea (1968), Harald Gutmayer (1971), Ioan Bejan (1973) și mai ales al celui ce avea să devină academicianul Marius Sabin Peculea (1965).
Ca o recunoaștere a meritelor, în anul 1970 primește titlul de Profesor universitar emerit.
După pensionare rămâne în cadrul catedrei ca profesor consultant, conducând lucrările de doctorat până la data decesului, survenit în 25 noiembrie 1976, în urma unei boli necruțătoare.

## Activitatea științifică
Urmare a cercetărilor efectuate la IAR publică lucrările Calculul de rezistență al elicelor aeriene, Efectul giroscopic asupra elicelor aeriene
și Compresorul motorului de avion, lucrare distinsă în anul 1940 cu premiul „Adamachi” al Academiei Române și cu premiul I al Cercului Aeronautic Român.
După al Doilea Război Mondial, în paralel cu elaborarea cursurilor de termotehnică necesare studenților, colaborează la redactarea unor lucrări de larg interes tehnic: traduce o mare parte din vol. 1 din Taschenbuch für den Maschinenbau de Heinrich Dubbel, contribuie cu aproape 2000 de expresii la Lexiconul Tehnic Român și elaborează capitolul „Căldura” din Manualul Inginerului (coord. Gheorghe Buzdugan) din 1956.
Colaborează cu Combinatul Siderurgic Reșița, al cărui consilier tehnic era, realizând calculul termic și de rezistență al organelor motorului Diesel 12-LDA și calculul termic și de rezistență a suflantei de turbosupraalimentare a motorului respectiv. De asemenea, colaborează cu Combinatul Siderurgic Hunedoara în probleme privind valorificarea gazelor de furnal în turbine cu gaze.
Începând cu anul 1953, când publică lucrarea Teoria și calculul turnurilor de răcire, întreprinde cercetări pe bază de contract cu Institutul de Studii și Proiectări Energetice (ISPE) și Institutul de Cercetări și Modernizări Energetice (ICEMENERG) pentru studiul turnurilor de răcire necesare termocentralelor, domeniul „schimb de căldură și masă” devenind principala sa direcție de cercetare.
Rezultatele cercetărilor în domeniile amintite au fost publicate în peste 60 de articole în Buletinul științific și tehnic IPT, Buletinul Institutului de Energetica al Academiei RSR, revistele Energetica, Brensthoff Wärme Kraft, Luft- und Kältetechnik, Energietechnik, Chemie Ingenieur Technik etc., în documentele unor manifestări științifice interne și internaționale, precum și în tratatul Instalații și utilaje termice.

Monumentul fam. Vlădea în cimitirul din Calea Şagului, Timişoara.

## Lucrări publicate
- Compresorul motorului de avion, București: Editura Monitorul Oficial, 1940[16]

Cursuri și tratate publicate:
- Termodinamica tehnică, vol. 1 curs, Timișoara, 1955, 450 p.[9]
- Producerea și transmiterea căldurii, vol. 2 curs, Timișoara, 1957, 382 p.[9]
- Bazele teoretice ale termotehnicii, vol. I, 1956 și vol. II, 1957, București: Editura Tehnică[4][16]
- Manual de termotehnică, București: Editura Didactică și Pedagogică, vol. 1, 1962 și vol. 2, 1963[4][9][16]
- Termodinamica chimică; Producerea și transmiterea căldurii., vol. 2 (1963, 398 p.)[9]
- Instalații și utilaje termice, București: Editura Tehnică, 1966[9][16]
- Tratat de termodinamică tehnică și transmiterea căldurii, București, Editura Didactică și Pedagogică, 1974[4][9][16]

Peste 60 de lucrări științifice.

## Distincții și premii
Pentru activitatea sa a fost recompensat cu:
- Premiul „Adamachi” al Academiei Române (1940), pentru lucrarea Compresorul motorului de avion,[6]
- Premiul I al Ministerului Învățământului și Culturii (1963), pentru lucrarea Manual de termotehnică,[17]
- Medalia Meritul Științific (1966),[4]
- Titlul de Profesor universitar emerit (1970).[4]